# Shadowland
Shadowland was een Britse muziekgroep die bestond tussen ruwweg 1991 en 1997. De band speelde een mengeling van popmuziek en progressieve rock in een periode dat dat laatste genre nagenoeg van de muziekkaart was verdwenen. Shadowland kan gezien worden als een proto-Arena.
De muziekgroep rond Clive Nolan en Karl Groom leverde drie muziekalbums af. Daarbij had ze de pech dat het platenlabel SI Music, waarop de eerste twee albums verschenen vrij snel failliet ging. De albums verschenen daarna in een heruitgave op het eigen platenlabel van Nolan: Verglas Music. Nolan ging verder met Arena.
In 2008 vond er een reünie plaats met een aantal concerten, waarvan de registratie werd uitgegeven.

## Discografie
- 1992: Ring of Roses
- 1994: Through the Looking Glass
- 1994: Dreams of the Ferryman
- 1996: Mad as a Hatter
- 2009: Edge of Night
- 2009: Cautionary Tales